# 特定価格
特定価格(とくていかかく)とは、不動産の価格の種類の一つである。本項目においては、基本的に不動産鑑定評価基準による。ここでは、次のとおり定義される。
市場性を有する不動産について、法令等による社会的要請を背景とする評価目的の下で、正常価格の前提となる市場条件を満たさない場合における不動産の経済価値を適正に表示する価格

## 特定価格を求める場合
次の場合が例示としてあげられる。
1. 資産の流動化に関する法律又は投資信託及び投資法人に関する法律に基づく鑑定評価目的の下で、投資家に示すための投資採算価値[5]を表す価格を求める場合
2. 民事再生法に基づく鑑定評価目的の下で、早期売却を前提とした価格を求める場合
3. 会社更生法又は民事再生法に基づく鑑定評価目的の下で、事業の継続を前提とした価格を求める場合

1. については、資産流動化計画等により投資家に開示される対象不動産の運用方法を所与とする必要があることから、必ずしも対象不動産の最有効使用を前提とするものではないため[6]、特定価格として求めなければならないものとされている。この場合は証券化対象不動産[とは 1]の鑑定評価に基本的に含まれる。
2. については、早期売却を前提とするため、通常の市場公開期間より短い間で売却されることに伴う減価があり[7]、特定価格として求めなければならないものとされている。
3. については、事業の継続を前提とする市場価値を求めるもので、対象不動産の最有効使用と必ずしも一致するものではないため[7]、特定価格として求めなければならないものとされている。